# Inostemma packardi
Inostemma packardi är en stekelart som beskrevs av William Harris Ashmead 1887. Inostemma packardi ingår i släktet Inostemma och familjen gallmyggesteklar. Inga underarter finns listade i Catalogue of Life.